# Grigori Tchernetsov
 Grigori Tchernetsov (en russe : Григорий Григорьевич Чернецов) est un peintre russe du XIXe siècle installé à Saint-Pétersbourg.

- Défilé du 6 octobre 1831 à Saint-Pétersbourg (ru)

## Biographie
G.G. Tchernetsov est issu d’une famille de peintre, en particulier d’icônes. Il joint l’Académie russe des Beaux-Arts en 1882 et devient diplômé en 1827. Il devient peintre de la cour. Il travailla avec son frère Nikanor Tchernetsov lors de plusieurs voyages en Russie, en Italie et au Moyen-Orient.